# Hiroshi Kado
Hiroshi Kado (jap. 嘉戸洋 Kado Hiroshi; ur. 20 września 1971) – japoński zapaśnik w stylu klasycznym. Olimpijczyk z Atlanty 1996, gdzie zajął siódme miejsce w kategorii 48 kg.
Dwukrotny uczestnik mistrzostw świata, zdobył srebrny medal w 1995. Brązowy medalista mistrzostw Azji w 1996 roku.